# Гадене
Гаденето е чувство на дискомфорт, което често се изразява в пориви за повръщане. То не включва болка, но може да е продължителен и изтощителен симптом. Засяга гърдите, стомаха или задната част на гърлото.
Гаденето е неспецифичен симптом, което ще рече, че може да има много възможни причинители. Сред по-честите причини за гадене са: гастроентерит, хранително отравяне, морска болест, замаяност, мигрена и ниска кръвна захар. Гаденето е и страничен ефект на много лекарства, както и на химиотерапията. Възможно е да настъпи и в ранните етапи на бременността. Други причини за гадене могат да са силното отвращение и тежката депресия. Някои състояния на силна болка също могат да доведат до гадене.
Съществуват много лекарства за облекчаване на гадене.